# Црна-Трава (община)
Црна-Трава (серб. Црна Трава) — община в Сербии, входит в Ябланичский округ.
Население общины составляет 1663 человека (2011 год). Занимаемая площадь — 312 км².
Административный центр общины — село Црна-Трава. Община Црна-Трава состоит из 25 населённых пунктов.

## Населённые пункты
- Баинци
- Банковци
- Бистрица
- Брод
- Вус
- Горне-Гаре
- Градска
- Дарковце
- Добро-Поле
- Златанце
- Йовановце
- Кална
- Криви-Дел
- Крстичево
- Млачиште
- Обрадовце
- Острозуб
- Павличина
- Преслап
- Райчетине
- Рупле
- Састав-Река
- Црна-Трава
- Чука
- Ябуковик

## Статистика населения общины
| Год  | Население, чел. |
| ---- | --------------- |
| 1948 | 13 614          |
| 1953 | 12 902          |
| 1961 | 12 319          |
| 1971 | 9 672           |
| 1981 | 6 366           |
| 1991 | 3 789           |
| 2002 | 2 563           |
| 2011 | 1 663           |